# Margarita Villaseñor
María Margarita Villaseñor Sanabria, conocida solamente como Margarita Villaseñor, (30 de abril de 1934 - 12 de agosto de 2011) fue una escritora, poetisa, dramaturga, guionista, traductora, adaptadora  y académica mexicana. 
A lo largo de su carrera profesional obtuvo varias distinciones, entre ellas, el Premio Xavier Villaurrutia de 1981 —el premio literario más importante de México—, por su poemario El rito cotidiano y fue nombrada de manera póstuma como «Guanajuatense Distinguida» en 2017, por el Gobierno Municipal de la ciudad de Guanajuato, Guanajuato, México.

## Biografía

### Primeros años y estudios
Margarita Villaseñor nació el 30 de abril de 1934 en la Ciudad de México, donde cursó sus primeros estudios en el Instituto Femenino Mexicano, más adelante se mudó a San Luis Potosí y estudió secundaria y preparatoria en el Colegio Juan de Dios Peza. Estudió la licenciatura en Letras españolas y latinoamericanas en la Universidad de Guanajuato y se tituló con la tesis El tiempo y el espacio en la obra de Ramón del Valle Inclán en 1960; obtuvo la maestría y el doctorado en Letras hispánicas en la Facultad de Filosofía y Letras de la Universidad Nacional Autónoma de México en 1962 y 1963, respectivamente; y al mismo tiempo cursó la licenciatura en Letras francesas en el Instituto Francés de América Latina titulándose en 1963. Obtuvo el doctorado en Literatura Comparada en la Universidad de París III en 1969 y a finales de la década de 1980 se especializó en Ciencias y Técnicas de la Comunicación en la Universidad Autónoma Metropolitana.

### Carrera
Villaseñor dedicó alrededor de cuarenta años de su vida a la docencia. Fue catedrática de español o literatura en diferentes instituciones, tales como: la Universidad Iberoamericana; la Universidad de Guanajuato; el Antioch College campus Guanajuato; el Monterey Institute for Foreign Studies en Monterey, California; el Colegio de Teatro de la Facultad de Filosofía y Letras de la Universidad Nacional Autónoma de México; el Instituto Andrés Soler de la Asociación Nacional de Actores; la Escuela de Escritores de la Sociedad General de Escritores de México; la Universidad Autónoma Metropolitana; y el Estudio de Actuación Creativa.
A la par de su actividad docente, ejerció diversas actividades profesionales relacionadas principalmente con el arte, la cultura y el entretenimiento. Estuvo a cargo de la revista y la editorial de la Universidad de Guanajuato y fue jefa de su Departamento de Difusión Cultural; trabajó como jefa del Departamento de Difusión Cultural de la Delegación Cuauhtémoc; como investigadora en el Instituto Mexicano del Seguro Social.

### Carrera literaria
Comenzó a publicar sus poemas en la revista Letras Nuevas la Facultad de Filosofía y Letras y realizó colaboraciones para diferentes medios impresos nacionales tales como: Estaciones, Excélsior, El Nacional, El Sol de México, La Rana Sabia y Temas y Variaciones de Literatura, entre otros.

## Reconocimientos
- Premio del festival de teatro de Manizales, Colombia (1970) por su adaptación de La celestina.[4]
- Premio del Departamento del Distrito Federal (1972) por La gesta de Juárez.[4]
- Premio Xavier Villaurrutia (1981) por su poemario El rito cotidiano.
- Premio a la Mejor Adaptación (1987) por Comala y otros murmullos, otorgado por la Asociación de Escritores de México.[5]
- Premio Sergio Magaña a la mejor obra sobre otro autor (1995) por Y Liz… si trata —basada en una obra de Aristófanes—, otorgado por la Unión de Críticos y Cronistas de Teatro.[6]
- Homenaje en la XXXIII Feria Internacional del Palacio de Minería (2012).[6]
- «Guanajuatense Distinguida» (2017) —Reconocimiento póstumo otorgado por el Gobierno Municipal de la ciudad de Guanajuato, Guanajuato, México.[7]

## Obra
Entre sus obras se puede señalar:

### Biografía
- Rafael Delgado (1983)

### Ensayo
- El tiempo y el espacio en la obra de Ramón del Valle Inclán  (1962)
- Temas y variaciones de literatura (1991)

### Guion de telenovela
- El extraño retorno de Diana Salazar (1988)

### Obras teatrales
- La gesta de Juárez (1972)
- Apocalipsis 1910 (1973)
- El árbol de la vida (1973)
- Los sueños de Quevedo (1974)
- Entremeses de la Nueva España (1974)
- Las delicias de la fe (1993)
- Pastorela urbana (1998)
- Y Liz... ¡Sí trata! (1999)

### Poesía
- Poemas (1956)
- Tierra hermana (1958)
- Poemas cardinales (1964)
- La ciudad de cristal (1965)
- El rito cotidiano (1981)
- De muerte natural (1984)